# Bola de Times Square

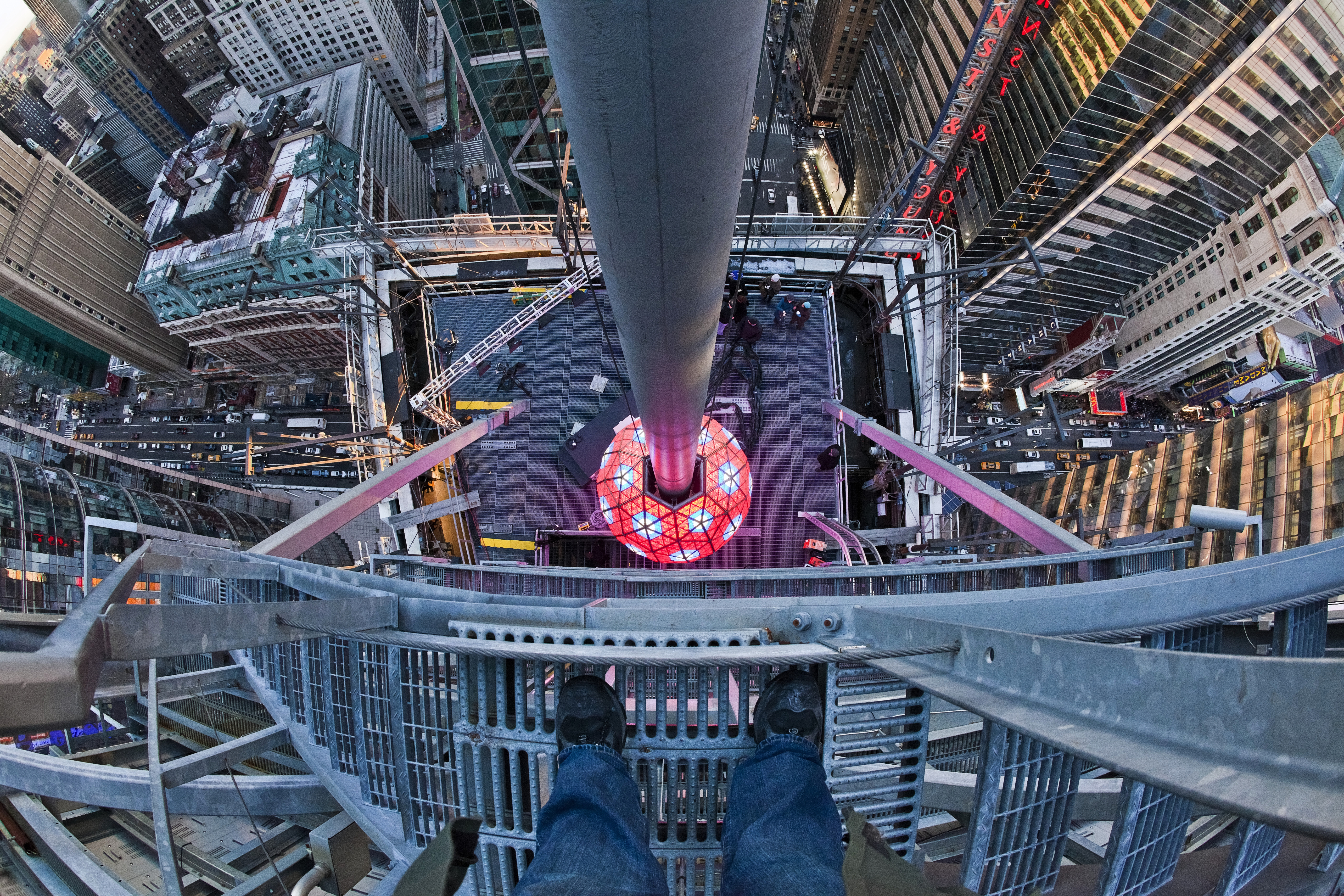
La bola en 2013.

La Bola de Times Square es un objeto de carácter esférico suspendido en la punta del edificio One Times Square, ubicado en el corazón de la Ciudad de Nueva York. El mismo es parte prominente de la Víspera de Año Nuevo celebrada en Times Square cada 31 de diciembre, donde la Bola desciende durante los últimos 60 segundos del año mediante un mástil con el fin de marcar la llegada del año entrante. Durante las últimas décadas, este hecho ha sido acompañado de entretenimiento en vivo, fuegos artificiales, efectos especiales y otras demostraciones de carácter cultural.
El descenso de la bola fue organizado por primera vez un 31 de diciembre de 1907 gracias al interés de Adolph Ochs, dueño en aquel entonces del New York Times, quien visualizó la idea y decidió llevarla adelante para sustituir los clásicos espectáculos de fuegos artificiales lanzados desde el One Times Square con el objetivo de promover su estatus como la nueva sede de su diario. Dicha primera bola fue diseñada por la empresa Artkraft Strauss, dándole la bienvenida a 1908 e iniciando una tradición que solo se vio interrumpida en 1942 y 1943, como consecuencia de la II Guerra Mundial y la situación que en aquel momento imperaba sobre Estados Unidos.
El diseño de la bola ha sido actualizado con el paso del tiempo para destacar los avances producidos en torno a las diferentes tecnologías de iluminación. La bola fue inicialmente construida de madera y metal, siendo iluminada con 100 bombillas incandescentes. Desde 1999, las diferentes ediciones de la bola han contado con una estructura geodésica rodeada de paneles de cristal triangulares cuyos detalles aluden a una temática que va cambiando año a año, siendo iluminados por un complejo sistema de efectos emitidos mediante computadoras a distancia, que desde 2008 a la fecha han sido llevados a cabo mediante tecnología led. A partir del 2009, la bola fue colocada como un elemento permanente que brilla los 365 días del año sobre el One Times Square, mientras que una versión más pequeña de la misma permanece en exposición adentro del Centro de Visitantes de Times Square.
El descenso de la bola es actualmente organizado por la Times Square Alliance y la empresa Countdown Entertainment, siendo una de las celebraciones de Nueva York más visualizadas año a año en todo el planeta, contando con una audiencia de 1 millón de espectadores tanto adentro como fuera de los Estados Unidos. Culturalmente, la prevalencia del descenso de la bola ha logrado que se realicen eventos de similares características en otras partes del país. Mientras algunos utilizan bolas, otros hacen descender objetos que representan la cultura o la historia del lugar.

## El Evento

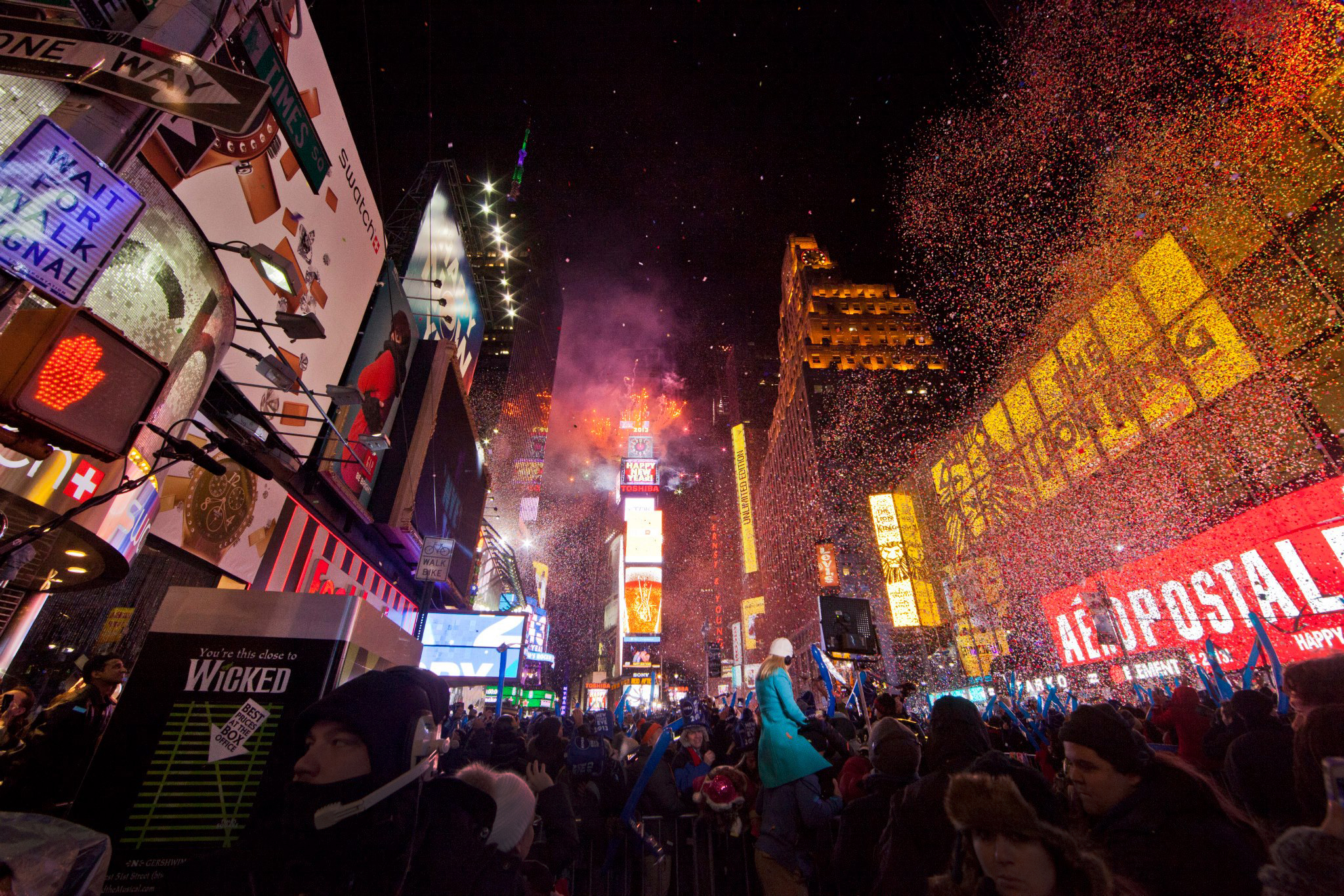
Una multitud en Times Square celebrando la llegada del 2013.

### La organización
Para facilitar el arribo de los asistentes, Times Square es cerrada al tráfico vehicular en la tarde de cada 31 de diciembre. De esta manera, el lugar es dividido en diferentes puntos de visualización en los cuales van siendo organizados los asistentes conforme a su momento de llegada. La seguridad está a cargo del Departamento de Policía de la ciudad de Nueva York, quien solo permite la llegada al lugar de los asistentes una vez que pasan por diferentes puntos de control en donde son analizados. Ningún asistente puede llevar mochilas o alcohol al evento. Además, una vez que entras al recinto no puedes salir.
La seguridad fue aumentada considerablemente durante la última década, y muy en especial después de los Tiroteos de las Vegas en 2017. A partir de allí, cada año se conforman más patrullas para custodiar el evento desde los hoteles, la cima de algunos edificios y las calles. En 2019 el Departamento de Policía anunció su intento de usar un helicóptero equipado con cámaras para aumentar las 1200 existentes en tierra, aunque este nunca acabó volando debido a las inclemencias del clima sobre el lugar. 

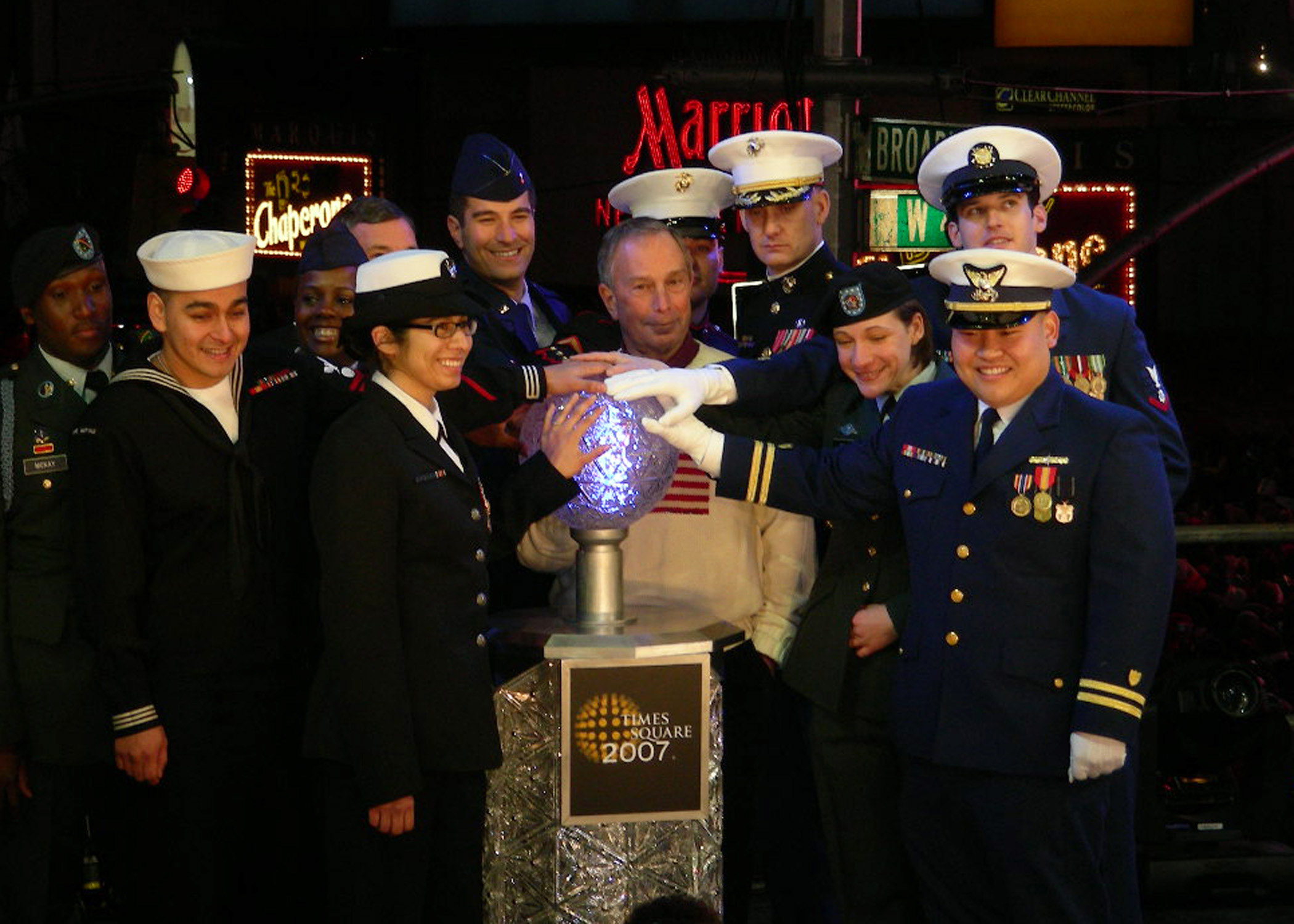
Un grupo de 10 miembros pertenecientes a las diferentes Fuerzas Armadas Estadounidenses activan ceremonialmente el descenso de la bola en 2007.

### Las festividades
Las festividades inician formalmente en las últimas horas del día, contando con una ceremonia de apertura que muestra la ascensión de la bola sobre el One Times Square a las 18:00 PM. Diferentes regalos diseñados por los auspiciantes del evento son distribuidos a los asistentes, consistiendo los mismos en grandes globos, sombreros y otros ítems que incluyen los colores e identidades visuales de cada uno de ellos. Hasta la medianoche, se lleva adelante un variado programa de presentaciones musicales, muchas de las cuales suelen ser organizadas por las emisiones televisivas que se sitúan sobre el lugar para darle cobertura al evento.
El momento más importante sucede en el último minuto del año, cuando la bola es oficialmente activada desde una habitación de control, usando para ello una señal de tiempo administrada por el Gobierno. Sin embargo, desde 1996 existe paralelamente una activación de carácter ceremonial, que se lleva adelante en un escenario improvisado sobre la multitud, y que cuenta con la presencia de una o más personas reconocidas por la comunidad en torno a sus acciones positivas capaces de transformar y mejorar la realidad de la ciudad y el país, que se suman al Alcalde de turno para presionar un botón caracterizado sobre un modelo en miniatura de la bola.
| Edición | Persona | Alcalde           |
| ------- | --- | ----------------- |
| 1996    | Oseola McCarthy | Rudolph Giuliani  |
| 1997    | Los 5 ganadores de un ensayo escolar que promovió el centenario de la creación de Nueva York | Rudolph Giuliani  |
| 1998    | El Atleta Sang Lan (Que resultó lesionado durante los Juegos de la Buena Voluntad de 1998 y estaba haciendo su rehabilitación en Nueva York) | Rudolph Giuliani  |
| 1999    | La doctora Mary Ann Hopkins de Médicos sin Fronteras | Rudolph Giuliani  |
| 2000    | El reconocido Boxeador y Activista Muhammad Ali | Rudolph Giuliani  |
| 2001    | Rudolph Giuliani y su Esposa Judith Giuliani, quienes decidieron llevar en Times Square su acto final de gestión. Michael Bloomberg se convirtió automáticamente en Alcalde minutos después de la medianoche, tomando juramento entre toda la multitud                                                                                              | Rudolph Giuliani  |
| 2002    | El Actor Christopher Reeve y su Esposa, Dana Reeve | Michael Bloomberg |
| 2003    | La Cantante Cyndi Lauper y Shoshana Johnson, la primera prisionera de guerra negra en la historia militar de Estados Unidos | Michael Bloomberg |
| 2004    | El Secretario de Estado de los Estados Unidos, Colin Powell | Michael Bloomberg |
| 2005    | El Trompetista Wynton Marsalis | Michael Bloomberg |
| 2006    | Un grupo de 10 miembros pertenecientes a las diferentes Fuerzas Armadas Estadounidenses | Michael Bloomberg |
| 2007    | Karolina Wierzchowska, veterana de la guerra de Irak y egresada destacada de la Academia de Policías de Nueva York | Michael Bloomberg |
| 2008    | El expresidente Bill Clinton y su Esposa, la secretaria de Estado Hillary Clinton | Michael Bloomberg |
| 2009    | 11 estudiantes de las mejores escuelas públicas de la ciudad de Nueva York destacadas en el ranking anual del U.S. News & World Report | Michael Bloomberg |
| 2010    | Salvatore Giunta, primer Soldado en recibir vivo la Medalla de Honor desde la guerra de Vietnam | Michael Bloomberg |
| 2011    | La cantante y actriz Lady Gaga | Michael Bloomberg |
| 2012    | La célebre compañía de baile Las Rockettes | Michael Bloomberg |
| 2013    | Sonia Sotomayor, Jueza Asociada de la Corte Suprema de los Estados Unidos | Michael Bloomberg |
| 2014    | El Actor y Cantante Jencarlos Canela junto a un grupo de refugiados que emigraron a Nueva York gracias al esfuerzo del Comité Internacional de Rescate | Bill de Blasio    |
| 2015    | Hugh Evans, Humanitario Australiano | Bill de Blasio    |
| 2016    | El Secretario General de las Naciones Unidas, Ban Ki-Moon. Este fue el último evento de Ki-Moon como Secretario, antes de darle lugar a António Guterres, quien tomó posesión de dicho cargo al día siguiente | Bill de Blasio    |
| 2017    | Tarana Burke, Activista Civil y fundadora del Movimiento #MeToo | Bill de Blasio    |
| 2018    | Joel Simons, Director Ejecutivo del Comité para la Protección de los Periodistas, junto a un grupo de 11 Periodistas: Karen Attiah, Rebecca Blumenstein, Alisyn Camerota, Vladimir Duthiers, Edward Felsenthal, Lester Holt, Matt Murray, Martha Raddatz, Maria Ressa, Jon Scott y Karen Toulon                                                     | Bill de Blasio    |
| 2019    | Los Profesores Jared Fox y Aida Rosenbaum, becados por la Fundación Alfred P. Sloan en reconocimiento a su labor de enseñanza en torno a Ciencia Y Matemáticas en diferentes colegios de la ciudad de Nueva York, acompañados de 4 de sus alumnos                                                                                                   | Bill de Blasio    |
| 2020    | El Alcalde Bill de Blasio y su Esposa, Chirlane McGray | Bill de Blasio    |
| 2021    | Michael James Scott, Mary Claire King, y Ben Crawford. Debido a las medidas de distanciamiento social, los invitados no presionaron el botón junto al Alcalde. Este fue el último acto de gestión de Bill de Blasio. Eric Adams se convirtió automáticamente en Alcalde minutos después de la medianoche, tomando juramento entre toda la multitud. | Bill de Blasio    |
| 2022    | El Alcalde Eric Adams y su Novia, Tracey Collins | Eric Adams        |
| 2023    | | Eric Adams        |

Tras el descenso de la bola se suelen lanzar diferentes cargas pirotécnicas sobre el One Times Square, acompañadas de la reproducción del primer verso de la canción Auld Lang Syne (En la versión de Guy Lombardo), Theme from New York, New York de Frank Sinatra, America the Beautiful de Ray Charles, What a Wonderful World de Louis Amstrong y Somewhere Over the Raimbow de Israel Kamakawiwo'ole.
Desde la edición del 2005, el descenso ha sido precedido por la reproducción de la canción Imagine de John Lennon. Hasta el 2009 la versión original fue reproducida, aunque al año siguiente y hasta la actualidad dicha canción ha sido cantada en vivo por diferentes artistas.
- 2010: Taio Cruz
- 2011: CeeLo Green
- 2012: Train
- 2013: Melissa Etheridge
- 2014: O.A.R
- 2015: Jessie J
- 2016: Rachel Platten
- 2017: Andy Grammer
- 2018: Bebe Rexha
- 2019: X Ambassadors
- 2020: Andra Ray
- 2021: KT Tunstall
- 2022:  Chelsea Cutler
- 2023:

Casi 1400 kilogramos de confetti es lanzado en Times Square, dirigido por Treb Heining (Que ha sido conocido por su participación en el diseño de los globos decorativos para los Parques de Disney y el lanzamiento de globos y confetti en otros grandes eventos de la vida estadounidense, como las Convenciones Republicanas y Demócratas). Dicho confetti es lanzado gracias al esfuerzo de 100 voluntarios (Referidos internamente como "Ingenieros de lanzamiento de Confetti") ubicados en la cima de ocho edificios de Times Square. Las piezas individuales de confetti suelen tener un tamaño mayor que las convencionales, en orden de generar una densidad apropiada para el lugar y su posterior limpieza. Algunas de las piezas tienen inscriptos mensajes de esperanza para el nuevo año, siendo recolectadas a través de un "Muro de los Deseos" puesto en Times Square durante todo el mes de diciembre, así como también mensajes enviados mediante un formulario en Internet.

### La limpieza
Después del final del evento y la liberación del lugar, la limpieza es llevada a cabo en profundidad con el objetivo de remover el confetti y otros desperdicios acumulados en Times Square. Cuando es reabierto a la mañana siguiente, Times Square luce convencionalmente, quedando muy pocos remanentes de los festejos llevados a cabo la noche anterior. Tras el evento de 2013, el Departamento de Sanidad de la ciudad de Nueva York estimó que había limpiado 50 toneladas de basura en Times Square durante 8 horas, usando 190 trabajadores en dependencia y las cuadrillas propias de la Times Square Alliance.

## Historia

### Inicio de las celebraciones, primera y segunda Bola
La primera vez en que la Víspera de Año Nuevo fue celebrada en Times Square fue el 31 de diciembre de 1904, cuando el Dueño del Diario New York Times, Adolph Ochs, decidió celebrar la apertura de las nuevas sedes de dicho Diario en el edificio One Times Square, con un enorme espectáculo de fuegos artificiales lanzado desde la terraza sudeste del edificio para darle la bienvenida a 1905. Aproximadamente 200.000 personas asistieron a aquel evento, que desplazó a las celebraciones tradicionales que se llevaban adelante en la Iglesia de la Trinidad. Sin embargo, siguiendo varios años de fuegos artificiales, Ochs pensó en que un espectáculo más grande sobre el edificio llamaría más la atención. El Jefe de Electricidad del Diario, Walter F. Palmer, le sugirió a Ochs el uso de una Bola similar a la que se usaba en el edificio del Western Union, que debería ser suspendida sobre la multitud antes de descender sobre el mástil durante los últimos segundos del año. 
En consecuencia, Ochs contrató a la empresa Artkraft Strauss para construir la que sería la primera Bola de Año Nuevo, construida de acero y madera e iluminada con 100 bombillas incandescentes de luz. Pesaba 320 kilogramos y tenía un diámetro de 1 metro y medio, siendo colocada en el mástil de 70 pies del One Times Square con el esfuerzo de 6 trabajadores. De esta manera, la bola comenzaría a bajar durante los últimos 10 segundos del año, encendiendo hacia su llegada al techo un circuito eléctrico que permitiría la iluminación de un circuito de 5 pies de alto ubicado en las cuatro caras del edificio, indicando el nuevo año acompañado del ya clásico lanzamiento de fuegos artificiales. La primera vez que esto sucedió fue el 31 de diciembre de 1907, para recibir al año 1908.  
En 1913, solo ocho años después de moverse al One Times Square, el New York Times decidió trasladar sus oficinas al edificio 229 Este de la calle No.43. El diario aún conservó los derechos del edificio, y Strauss continuó organizando las ediciones futuras del descenso de la bola.
La bola original fue usada por última vez el 31 de diciembre de 1919 en favor de un segundo diseño: La segunda bola mantuvo su diámetro original, pero ahora estaba construida solamente de acero, teniendo un peso de 180 kilogramos. Solo en 1942 y 1943 su descenso no fue producido debido a restricciones lumínicas vigentes durante la duración de la II Guerra Mundial. En su lugar, un momento de silencio se mantuvo en el último minuto del año seguido por el sonido de diferentes campanadas siendo reproducidas desde parlantes ubicados en algunas camionetas. 

### La tercera bola
La segunda bola fue usada por última vez el 31 de diciembre de 1954 en favor de un tercer diseño: Tenía una estructura de aluminio y un peso de 68 kilogramos, aumentando por doble las dimensiones de la bola original. En 1981 dicha estructura contó con ciertas modificaciones que la hicieron asemejar a una Manzana, aludiendo esto al clásico sobrenombre que reza que Nueva York es "La Gran Manzana". Esto fue revertido en 1988 cuando la bola recuperó sus colores y diseños tradicionales, que al año siguiente se vieron alterados nuevamente para transformar a la misma en una Bandera de los Estados Unidos, con el fin de saludar a las tropas que en aquel entonces se encontraban trabajando en la guerra del Golfo.
Una última modificación llegó en 1995, añadiendo un computarizado sistema de iluminación compuesto por 180 focos halógenos, 144 luces estroboscópicas y casi 12.000 cristales translúcidos. El Diseñador de Luces Barry Arnold detalló que los cambios "Fueron algo que debía hacerse para contribuir a la espectacularidad del evento y preparar a las personas para la llegada del nuevo milenio". La caída de aquel año y los siguientes empezaron a ser automatizadas mediante el uso de un cabrestante eléctrico sincronizado con la señal horaria del Instituto Nacional de Estándares y Tecnología, sin embargo, la misma tuvo ciertos fallos que impidieron que se detuviera por unos segundos a la mitad del recorrido, llegando tarde a tocar el techo. 
Tras 44 años de uso, en 1999 fue retirada y pasó a ser exhibida en la sede Atlanta del Jamestown Group, propietarios del One Times Square.

### En el nuevo milenio
El 28 de diciembre de 1998, el alcalde de Nueva York y los organizadores del evento anunciaron que la tercera bola sería retirada para la llegada del nuevo milenio, siendo reemplazada por una nueva construida por la empresa Waterford Crystal. Para el 2000, la celebración contaría a su vez con un patrocinio más prominente llevado adelante por compañías como Discover Card, Korbel Champagne y Panasonic. También, el Ayuntamiento anunció que Ron Silver dirigiría un Comité conocido como "NYC 2000" que se encargaría de organizar los eventos que darían la bienvenida a ese año en diferentes puntos de la ciudad. 
Un día entero de festejos se llevó adelante en Times Square el 31 de diciembre de 1999, a pocas horas de la entrada del 2000. El mismo incluyó conciertos y presentaciones a cada hora, con un desfile de mascotas diseñadas por Michael Curry que representaban a todos los países que entrarían en el nuevo milenio a la misma hora que Nueva York. Los organizadores esperaron una asistencia total que excedía a los dos millones de espectadores. 
La cuarta bola tenía casi 2 metros de diámetro y un peso de 490 kilogramos. Incorporó un total de 600 focos halógenos, 504 triángulos de cristal elaborados por Waterford, 96 luces estroboscópicas y diferentes espejos en forma de pirámide que giraban y emitían distintos destellos de luz gracias a la ayuda de un motor ubicado en el interior de la misma. La bola fue construida en Irlanda y fue luego llevada a Nueva York, adonde el sistema de luces y el motor de los espejos fue instalado. Muchos de los triángulos de cristal poseían temáticas inscriptas a partir de la palabra "Esperanza" que cambiaban a cada año. Un ejemplo de esto son los temas "Estrella de la Esperanza", "Esperanza para la Abundancia", "Esperanza para la Curación", "Esperanza para el Coraje", "Esperanza para la Unidad", "Esperanza para la Sabiduría", "Esperanza para el Compañerismo" y "Esperanza para la Paz".
El tema "Esperanza para la Curación" fue hecho en el año 2002 para conmemorar los atentados terroristas del 11 de septiembre, que habían tomado lugar tres meses antes. 195 triángulos de la bola fueron inscriptos con los nombres de las naciones y las organizaciones de emergencia que habían sufrido pérdidas durante los ataques, como así también los nombres del World Trade Center, el Pentágono y los cuatro vuelos involucrados en los ataques. En diciembre de 2011, dichos triángulos fueron aceptados dentro de la colección permanente del Museo Nacional del 11 de septiembre.

### En el presente
En honor del centenario del descenso de la bola, un nuevo diseño de la misma fue presentado para recibir el año 2008. Una vez más diseñado por Waterford Crystal, el mismo tenía un diámetro de casi dos metros y 550 kilogramos. Usó 9576 lámparas led provistas por Philips, capaces de producir más de dos millones de tonalidades distintas mediante un patrón de iluminación elaborado por la firma Focus Lighting de Nueva York. Según los organizadores, la nueva bola sería más eficiente y consumiría la misma energía que 10 tostadores encendidos a la vez. El diseño de 2008 fue usado solo una vez, quedando expuesto en el Centro de Visitantes de Times Square tras dicha edición. 
Para 2009, una versión más grande de la quinta bola fue introducida, iluminada por 32.256 lámparas led y compuesta por una estructura de casi 4 metros. Con 2688 paneles de cristal elaborados por Waterford, pesa 5386 kilogramos y posee la capacidad de soportar todo tipo de inclemencias climáticas, debido a que a partir de dicho año quedaría expuesta los 365 días del año sobre el One Times Square, siendo modificada durante diciembre para cada celebración.
Las temáticas anuales para los paneles de cristal de la bola continuaron. Desde el 2008 al 2013 la misma contuvo cristales que conformaron a la serie "El Mundo en Celebración", que incluyeron los temas "Que haya Luz", "Que haya Alegría", "Que haya Coraje", "Que haya Amor", "Que haya Amistad" y "Que haya Paz". Para 2014, todos los paneles fueron reemplazados para iniciar una nueva serie llamada "Los mejores Regalos", iniciando con "Regalo de la Imaginación". 

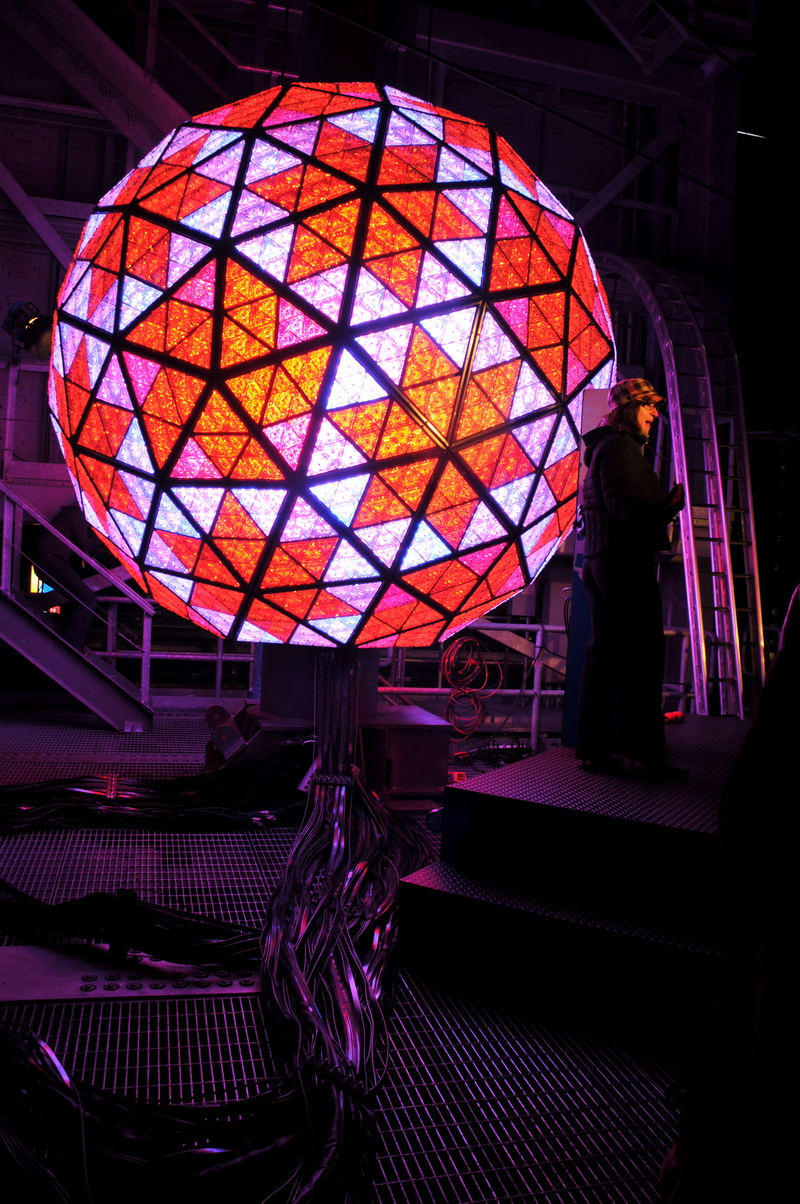
La bola actual, en 2010.

El signo numérico que indica el año entrante (Cuya posición se ubica abajo de la bola junto a la bola misma) usa lámparas led elaboradas por Philips.

### Modificaciones debido al COVID-19
Debido al impacto provocado por la Pandemia del COVID-19 en Nueva York, las celebraciones para despedir al 2021 fueron cerradas al público. La asistencia fue limitada para las familias de todos los trabajadores esenciales de la ciudad (Reconocidos como los Héroes del 2020), como así también para los artistas y los miembros de la prensa. En concordancia con las órdenes de salud emitidas por el Estado de Nueva York, los barbijos fueron obligatorios y se debió mantener distancia social en todos los momentos. 
El Presidente de la Times Square Alliance, Tim Tompkins, declaró que "Se siente más apropiado iluminar a todos aquellos individuos que han estado trabajando arduamente para dirigir a nuestra nación en los momentos más duros con una tremenda fuerza y determinación, como así también a sus familiares, que han tenido que soportar todos sus sacrificios a lo largo de este año". 
Por primera vez en la historia, para la edición 2020 se creó una aplicación de la bola con el objetivo de acompañar a las personas durante el 31 de diciembre y los días previos mediante una experiencia virtual inmersiva que se desarrolla en el epicentro de Times Square. Dicha aplicación se llamó VNYE y estuvo disponible en diferentes plataformas para hacer que en plena pandemia nadie se perdiera la oportunidad de vivir las celebraciones mediante un entorno virtual con transmisiones en vivo, juegos y un mundo virtual basado en Times Square, adonde los usuarios podían participar y relacionarse entre sí. 
El 16 de noviembre de 2021, el alcalde De Blasio anunció que el evento sería llevado adelante con normalidad, pero que todos los asistentes deberían presentar prueba de vacunación contra el COVID-19 y documentación de identidad válida. Aquellos que no estuvieran vacunados podrían asistir sin problemas presentando un Test PCR negativo de las últimas 72 horas, debiendo llevar un barbijo. Debido a la llegada de la Variante Omicron y el nuevo récord de casos en la ciudad semanas después (Que llevó a la suspensión de varios shows en Broadway debido a contagios estrechos entre los artistas y los equipos de trabajo, como así también la implementación obligatoria del barbijo en espacios públicos para vacunados y no vacunados), De Blasio anunció el 16 de diciembre que "Si en algún punto debemos alterar el plan, lo haremos", destacando que este era un evento al aire libre al cual solo los vacunados podrían asistir.
El 20 de Diciembre De Blasio afirmó que una decisión final aludiendo a cualquier tipo de cambios sería hecha para Navidad, explicando que "Hemos hecho este evento por años y años, y ahora contamos con el tipo de modelo que se usó el año pasado. Estamos atentos a cualquier cosa que haga que esto funcione de la mejor manera". El 22 de Diciembre, De Blasio le confirmó al Canal CNN que la ciudad estaba "Pensando en añadir más medidas que hicieran al evento aún más seguro". El día anterior, el Canal WNYW (Operado y dirigido por la FOX) reportó que los organizadores del evento pensaron en hacer el uso de barbijos obligatorio y recortar la asistencia de las personas, anunciando a su vez que FOX no realizaría su tradicional Especial de Fin de Año desde Times Square citando la amenaza provocada por el COVID-19. El 23 de Diciembre, fue anunciado que la capacidad sería reducida de 58.000 a 15.000 y que los barbijos serían obligatorios para todos por igual.

## El Clima a Medianoche
Acorde al Servicio Nacional de Meteorología, desde 1907 al presente la temperatura promedio cercana al Central Park durante el descenso de la bola ha sido de 1 grado. Las dos ediciones más cálidas del descenso se produjeron en 1965 y 1972, cuando la temperatura rondó los 14 grados. El descenso más frío ocurrió en 1917, cuando la temperatura fue de -17 grados y el viento era de -28 grados. Afectado por una ola fría continental, en 2017 se produjo el segundo descenso más frío de la bola, con -13 grados y -20 grados después del viento. El tercer descenso más frío aconteció en 1962, cuando la temperatura fue de -12 grados y el viento de -27 grados. Ha caído nieve en varias ocasiones, con la primera sucediendo en 1926 y la más reciente en 2009. Ha llovido 16 veces, con la primera en 1918 y la última en 2018. El descenso con más nieve sucedió en 1948 y el más lluvioso en 2018.

## Transmisiones
Como un evento público, las celebraciones y el descenso de la bola suelen ser transmitidos en televisión. Una serie de cámaras es provista a las diferentes emisores para su uso en la transmisión, el cual consistió de 21 cámaras para 2016. Desde 2008 a la actualidad, un streaming oficial ha sido abierto año a año desde la página web Livestream.com.
El evento es cubierto como parte de los especiales de fin de año que varias cadenas de televisión norteamericanas organizan para la fecha, intercalando a Times Square con otras ubicaciones geográficas del país en las que se suelen llevar adelante varias presentaciones musicales. Un ejemplo de esto es la producción del Dick Clark's New Year's Rockin' Eve, creado, producido y originalmente conducido por el presentador Dick Clark hasta su muerte en 2012 (Con Regis Philbin suplantándolo para la edición de 2005 y Ryan Seacrest complementándolo desde 2006 a 2011). Desde 2012 en adelante, dicho programa ha sido conducido por Seacrest en su totalidad, aunque manteniendo su nombre original. La primera edición del programa se hizo en 1972 dentro de la NBC antes de moverse a la ABC al año siguiente, adonde ha sido transmitida desde entonces. New Year's Rockin' Eve ha sido consistentemente el programa de fin de año más visto en los Estados Unidos, llegando a tener 25.6 millones de telespectadores para su edición de 2017. Tras la muerte de Dick Clark en 2012, un panel de cristal con su nombre inscripto fue añadido a la bola para recibir el 2013 en homenaje. 

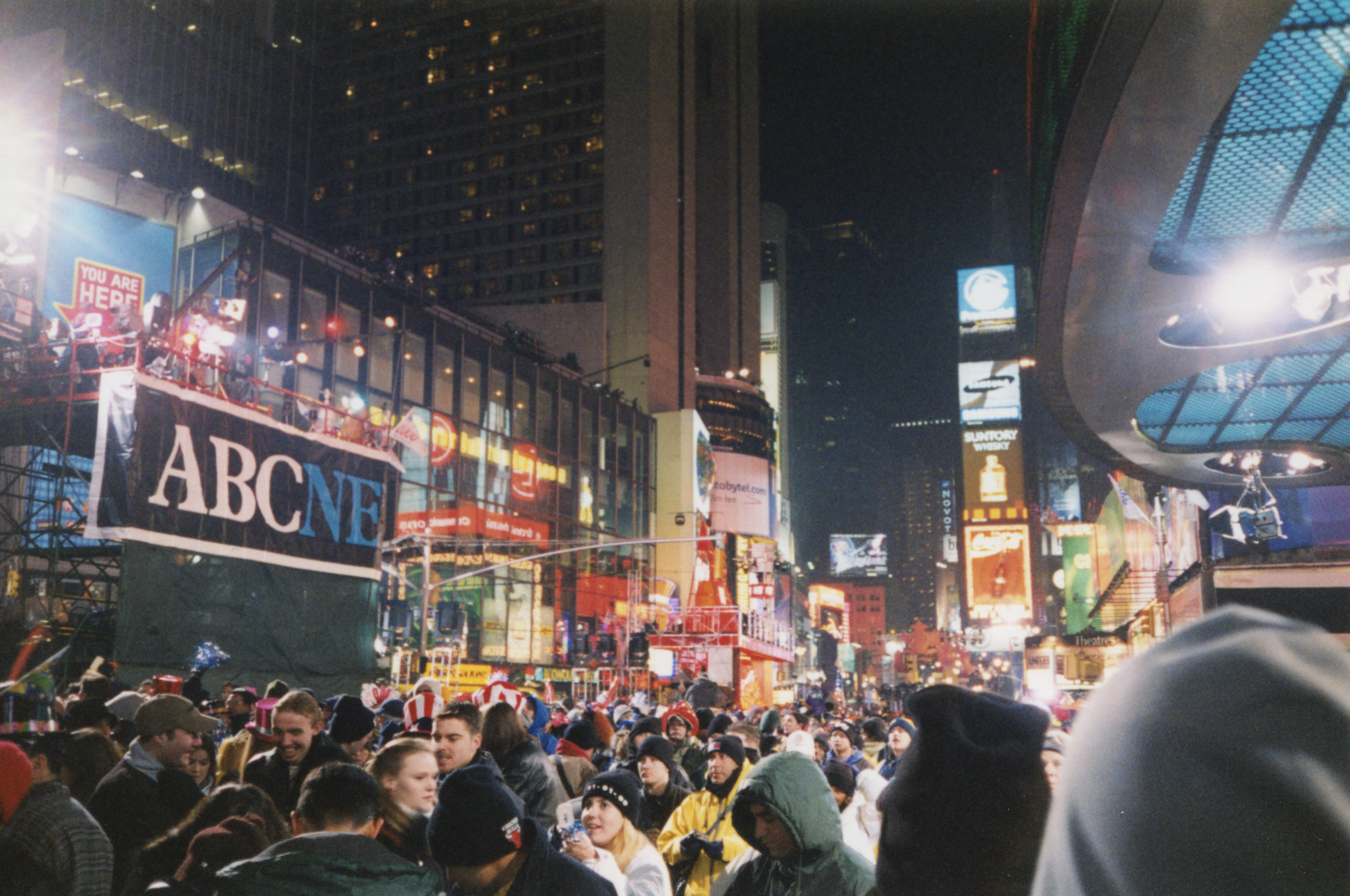
La transmisión que ABC llevó adelante pare recibir el 2000 desde Times Square.

En el resto de las cadenas, FOX ha ocasionalmente realizado una transmisión desde Times Square para sus especiales de año nuevo. Univisión ha realizado ¡Feliz!, una programación conducida por Raúl de Molina. En cable, CNN lleva adelante una cobertura de las celebraciones a través del programa New Year's Eve Live, actualmente conducido por Anderson Cooper y Andy Cohen. 

### Transmisiones pasadas
A partir de la década de 1940, la transmisión de NBC desde Times Square contó con Ben Grauer desde la televisión y la radio. Su participación fue más tarde incorporada en episodios especiales del The Tonight Show, tras las apariciones de Johny Carson y Jay Leno en el programa. Más tarde, la NBC introduciría un especial dedicado al año nuevo llamado New Year's Eve with Carson Daly (Luego renombrado NBC's New Year's Eve), presentado por el ex-conductor de MTV Carson Daly, quien hizo su primera aparición en 2006 y la última en 2020. En 2021, un nuevo especial reemplazaría a Daly con la conducción de Pete Davidson y Miley Cyrus desde Miami.
Desde 1956 a 1976, la CBS transmitió su especial con Guy Lombardo y sus Royal Canadians desde el salón del Hotel Waldorf-Astoria. Incluyó una transmisión desde Times Square y la canción Auld Lang Syne tocada por la Banda a medianoche. Tras la muerte de Lombardo en 1977, el especial continuó con el Hermano menor de Guy Lombardo, Victor Lombardo, como conductor y director de la Banda, incrementando la competición con la ABC y Dick Clark. Esto llevó a que la CBS reemplazara el programa con uno nuevo que se emitió a partir de 1979 y se llamó "Feliz Año Nuevo, América". El nuevo especial corrió con diferentes formatos y diferentes presentadores como Paul Anka, Donny Osmond, Andy Williams, Paul Shaffer y Montel Williams. Fue descontinuado en 1996 y desde ese entonces la CBS nunca más contó con una emisión de fin de año recurrente, excepto la realizada en 1998 con un episodio especial del Late Show with David Letterman y America's Millenium para 2000. En 2021, un especial de fin de año basado en la temática country sería emitido para recibir al 2022 desde Nashville. 
Para 2000, en lugar de contar con New Year's Rockin' Eve, ABC transmitió la llegada del nuevo milenio durante todo el día con un especial conducido por Peter Jennings. El mismo mostraría las celebraciones por el nuevo año en todo el Mundo, como parte de un consorcio internacional. Dick Clark se uniría a Jennings a la medianoche para hacer una cobertura especial desde Times Square. 
MTV realizó una tranmisión desde los estudios que la cadena posee en Times Square y el edificio One Astor Plaza. Para 2011 también realizó su propio descenso de la bola desde Seaside Heights, en Nueva Jersey, adonde se sitúan los acontecimientos de su famosa serie Jersey Shore. Originalmente, MTV planeó realizar dicho descenso desde su propio estudio en Times Square, pero la cadena fue ordenada a hacerlo por su cuenta en otro lugar, debido a restricciones impuestas por la ciudad. 
- Datos: Q1058395
- Multimedia: Times Square Ball / Q1058395